# Liste der Leuchtfeuer an der Außen- und Unterweser
Die Liste der Leuchtfeuer an der Außen- und Unterweser enthält Leuchttürme, Richtfeuer, Molenfeuer und Quermarkenfeuer sowie Rettungsbaken an der Außen- und Unterweser (Mündung bis Bremer Weserwehr in Hastedt).
| Name                                                 | Ort                                                              | Position                        | Baujahr             | Turmhöhe                  | Feuerhöhe            | Funktion(en) / Bemerkungen | Bild |
| ---------------------------------------------------- | ---------------------------------------------------------------- | ------------------------------- | ------------------- | ------------------------- | -------------------- | --- | ---- |
| Alte Weser                                           | Außenweser, Weser-km 114,87                                      | 53° 51′ 48″ N, 8° 7′ 39″ O      | 1964                | 39,35 m                   | 33,00 m              | Leit- und Quermarkenfeuer, in Betrieb, Ersatz für Roter Sand |      |
| Roter Sand                                           | Außenweser, Weser-km rd. 113, nordöstlich von Wangerooge         | 53° 51′ 11,4″ N, 8° 4′ 55,8″ O  | 1885                | 30,70 m 52,50 m bis Grund | 24,00 m              | See-, Orientierungs- und Leitfeuer, außer Betrieb seit 1964 bzw. 1986 |      |
| Tegeler Plate                                        | Außenweser, Weser-km 105,10                                      | 53° 47′ 52,2″ N, 8° 11′ 28,2″ O | 1965                | 26,00 m                   | 21,00 m              | Leit- und Quermarkenfeuer, in Betrieb, der in der Nähe befindliche Offshore-Windpark Nordergründe wird durch insgesamt 5 Leuchtfeuer markiert, die an den Ecktürmen und der Umspannplattform installiert sind |      |
| Hohe Weg                                             | Außenweser, Weser-km 95,92                                       | 53° 42′ 44,4″ N, 8° 14′ 35,7″ O | 1856                | 36,00 m                   | 29,00 m              | Leit- und Quermarkenfeuer, in Betrieb |      |
| Eversand Unterfeuer (Kormoranturm)                   | Außenweser, Südeversand                                          | 53° 44' 24" N, 8° 21' 24" O     | 1887                | 21 m                      | 15 m                 | Unterfeuer, seit 1922 außer Betrieb |      |
| Dwarsgat Oberfeuer                                   | Außenweser, Robbenplate, Fedderwarder Fahrwasser                 | 53° 43′ 39″ N, 8° 17′ 42,5″ O   | 1976                | 39 m                      | 35 m                 | Oberfeuer, in Betrieb |      |
| Dwarsgat Unterfeuer                                  | Außenweser, Robbenplate, Fedderwarder Fahrwasser                 | 53° 43′ 7,1″ N, 8° 18′ 27,5″ O  | 1976                | 19 m                      | 16 m                 | Unterfeuer, in Betrieb |      |
| Meyers Legde „neu“                                   | Außenweser, Südeversand                                          | 53° 43′ 48,8″ N, 8° 24′ 26,9″ O | 1906                | 17 m (ehemals 24 m)       |                      | als Leitfeuer in Betrieb von 1906 bis 1912, seither außer Betrieb |      |
| Meyers Legde „alt“                                   | Außenweser, Südeversand                                          | 53° 43′ 22,8″ N, 8° 24′ 30″ O   | 1887                | 26 m                      |                      | als Leitfeuer in Betrieb von 1887 bis 1906 und 1912–1922, seither außer Betrieb |      |
| Obereversand                                         | Außenweser, bei Dorum-Neufeld                                    | 53° 44′ 32,2″ N, 8° 30′ 48,6″ O | 1887                | 34,40 m                   | 29,00 m              | Oberfeuer, außer Betrieb seit 1922, dann Rettungsbake bis 2003, versetzt nach Dorum |      |
| Robbennordsteert                                     | Außenweser, Robbenplate, Fedderwarder Fahrwasser                 | 53° 42′ 7,5″ N, 8° 20′ 22,7″ O  | 1930                | 16 m                      | 11 m                 | Orientierungs- und Quermarkenfeuer, in Betrieb |      |
| Robbenplate Unterfeuer                               | Außenweser, Robbenplate, Fedderwarder Fahrwasser                 | 53° 40′ 53,2″ N, 8° 22′ 59,8″ O | 1931                | 15 m                      | 15 m                 | Unterfeuer, in Betrieb |      |
| Robbenplate Oberfeuer                                | Außenweser, Weser-km 85,56, Robbenplate, Fedderwarder Fahrwasser | 53° 40′ 36″ N, 8° 23′ 45,6″ O   | 1925                | 39,00 m                   | 37,00 m              | Oberfeuer, in Betrieb |      |
| Langlütjennordsteert                                 | Außenweser                                                       |                                 | 1929                | 16 m                      | 11 m                 | Quermarkenfeuer, seit März 2001 außer Betrieb, im Oktober 2023 zurückgebaut und als Ausstellungsstück nach Rügen (Kap Arkona) versetzt                                                                        |      |
| Langlütjen Oberfeuer                                 | Außenweser, Fedderwarder Fahrwasser                              | 53° 39′ 55,2″ N, 8° 22′ 4,5″ O  | 1971                | 34 m                      | 31 m                 | Oberfeuer, in Betrieb |      |
| Langlütjen Unterfeuer                                | Außenweser, Fedderwarder Fahrwasser                              | 53° 39′ 37,2″ N, 8° 22′ 47,8″ O | 1971                | 19 m                      | 15 m                 | Unterfeuer, in Betrieb |      |
| Wremer Loch Unterfeuer                               | Außenweser, Fedderwarder Fahrwasser                              | 53° 38′ 25,3″ N, 8° 25′ 4″ O    | 1967                | 17 m                      | 15 m                 | Unterfeuer, in Betrieb |      |
| Wremer Loch Oberfeuer                                | Außenweser, Fedderwarder Fahrwasser                              | 53° 38′ 1,1″ N, 8° 25′ 37,9″ O  | 1967                | 34 m                      | 31 m                 | Oberfeuer, in Betrieb |      |
| Solthörn Oberfeuer                                   | Außenweser, Robbenplate                                          | 53° 38′ 35,2″ N, 8° 26′ 55,2″ O | 1981                | 33 m                      | 31 m                 | Oberfeuer, in Betrieb |      |
| Solthörn Unterfeuer                                  | Außenweser, Robbenplate                                          | 53° 38′ 17,6″ N, 8° 27′ 19,7″ O | 1981                | 20 m                      | 15 m                 | Unterfeuer, in Betrieb |      |
| Wremertief (Kleiner Preuße)                          | Außenweser, Wremen                                               | 53° 38′ 50,5″ N, 8° 35′ 40″ O   | 1906                | 12,00 m                   | ? m                  | Quermarkenfeuer, außer Betrieb seit 1930, 1967 abgebrochen, Nachbau von 2005 in Wremen |      |
| Fedderwardersiel                                     | Außenweser, Fedderwardersiel                                     | 53° 35′ 57″ N, 8° 21′ 29,9″ O   |                     | 9 m                       | 9 m                  | Leitfeuer, in Betrieb |      |
| Hofe Oberfeuer                                       | Außenweser, nördlich Bremerhaven                                 | 53° 37′ 37,7″ N, 8° 29′ 7,6″ O  | 1974                | 43 m                      | 36 m                 | Oberfeuer, in Betrieb |      |
| Hofe Unterfeuer                                      | Außenweser, nördlich Bremerhaven                                 | 53° 37′ 1,3″ N, 8° 29′ 41,5″ O  | 1974                | 23 m                      | 16 m                 | Unterfeuer, in Betrieb |      |
| Imsum Unterfeuer                                     | Außenweser, bei Bremerhaven                                      | 53° 36′ 31,3″ N, 8° 30′ 11,9″ O | 2009                | 26 m                      | 21 m                 | Unterfeuer, in Betrieb |      |
| Imsum Oberfeuer                                      | Außenweser, Bremerhaven                                          | 53° 36′ 14,6″ N, 8° 30′ 51,6″ O | 2009                | 45 m                      | 39 m                 | Oberfeuer, in Betrieb |      |
| Imsum Oberfeuer (gelöscht)                           | Außenweser, Bremerhaven                                          | 53° 35′ 47,5″ N, 8° 31′ 56,3″ O | 1959                | 43 m                      |                      | ehemaliges Oberfeuer, außer Betrieb seit 2007 |      |
| Bremerhaven, Nordschleuse , N                        | Außenweser, Stadtbremisches Überseehafengebiet                   | 53°33,92' N, 008°32,85' O       | 1931                | 13 m                      | 13 m                 | Molenfeuer, in Betrieb |      |
| Bremerhaven, Nordschleuse , S                        | Außenweser, Stadtbremisches Überseehafengebiet                   | 53°33,78' N, 008°32,98' O       | 1931                | 15 m                      | 15 m                 | Molenfeuer, in Betrieb |      |
| Bremerhaven, Kaiserschleuse, N                       | Außenweser, Stadtbremisches Überseehafengebiet                   | 53°33,28' N, 008°33,49' O       | 2011                | 11 m                      | 15 m                 | Molenfeuer, in Betrieb |      |
| Bremerhaven, Kaiserschleuse, S                       | Außenweser, Stadtbremisches Überseehafengebiet                   | 53°33,14' N, 008°33,60' O       | 2011                | 11 m                      | 16 m                 | Molenfeuer, in Betrieb |      |
| Kaiserschleuse Ostfeuer                              | Außenweser, Stadtbremisches Überseehafengebiet                   | 53° 33′ 13″ N, 8° 33′ 35,8″ O   | 1900                | 15 m                      | 14 m                 | Molenfeuer, außer Betrieb seit 2010, Nebelglocke |      |
| Bremerhaven Oberfeuer                                | Außenweser, Bremerhaven                                          | 53° 32′ 46,7″ N, 8° 34′ 12,4″ O | 1855                | 37 m                      | 35 m                 | in Betrieb, ab 1959 als Oberfeuer |      |
| Bremerhaven Unterfeuer                               | Außenweser, Bremerhaven                                          | 53° 32′ 40″ N, 8° 34′ 11,2″ O   | 1893                | 26,00 m                   | 21,00 m              | in Betrieb |      |
| Sandstedt Unterfeuer                                 | Unterweser, Bremerhaven, DSM                                     | 53°32,3' N, 008°34,8' O         | 1898                | 11 m                      |                      | Unterfeuer, außer Betrieb seit 1981, versetzt zum Deutschen Schifffahrtsmuseum |      |
| Geeste, N (Provisorium)                              | Unterweser, Bremerhaven                                          | 53°32,16' N, 008°34,50' O       | 2022                |                           |                      | Molenfeuer, in Betrieb |      |
| Geeste, S                                            | Unterweser, Bremerhaven                                          | 53°32,10' N, 008°34,50' O       | 1924                | 14 m                      | 15 m                 | Molenfeuer, in Betrieb |      |
| Leuchtfeuer Geestemündung                            | Unterweser, Bremerhaven                                          | 53° 32′ 9,2″ N, 8° 34′ 29,8″ O  | Nord: 1914 Süd 1924 | Nord 14 m Süd 15 m        | ?                    | Nord: abgetragen im August 2022 (Einsturz der Nordmole) Süd: im Betrieb, Einfahrt zur Geeste |      |
| Geestemünde Oberfeuer                                | Unterweser, Bremerhaven                                          | 53° 31′ 59,5″ N, 8° 34′ 46,3″ O | 1973                | 25 m                      | 27 m                 | Oberfeuer, in Betrieb |      |
| Bremerhaven Fischereihafen / Geestemünde Unterfeuer  | Unterweser, Bremerhaven                                          | 53° 31′ 53″ N, 8° 34′ 31,6″ O   | 1973                | 11 m                      | 17 m                 | Unterfeuer, in Betrieb |      |
| Bremerhaven Fischereihafen Oberfeuer                 | Unterweser, Bremerhaven                                          | 53° 31′ 17″ N, 8° 35′ 5,2″ O    | 1973                | 44 m                      | 45 m                 | Oberfeuer, in Betrieb |      |
| Leuchtturm Brinkamahof Leit- und Quermarkenfeuer     | Unterweser, Wurster Watt                                         | 53° 35′ 0″ N, 8° 32′ 0″ O       | 1911                | 26,00 m                   | 20,00 m              | außer Betrieb seit 1979, dann versetzt, Wohnung und Kneipe |      |
| Reitsand Unterfeuer                                  | Unterweser, Nordenham                                            | 53°30,01' N, 008°30,21' O       | 1978                | 16 m                      | 18 m                 | Unterfeuer in Betrieb |      |
| Reitsand/Flagbalgersiel Oberfeuer                    | Unterweser, Nordenham                                            | 53°29,85' N, 008°29,86' O       | 1978                | 38 m                      | 36 m                 | Oberfeuer für Reitsand und Flagbalgersiel in Betrieb |      |
| Flagbalgersiel Unterfeuer                            | Unterweser, Nordenham                                            | 53°29,54' N, 008°29,81' O       | 1978                | 25 m                      | 24 m                 | Unterfeuer in Betrieb |      |
| Nordenham, Wendestelle N                             | Unterweser, Nordenham                                            | 53°29,4' N, 008°30,8' O         |                     | Uf 12 m Of 12 m           | Uf 13 m Of 14 m      | Wendestellenmarkierung in Betrieb |      |
| Nordenham, Wendestelle S                             | Unterweser, Nordenham                                            | 53°29,12' N, 008°30,56' O       |                     | Uf 10 m Of 12 m           | Uf 12 m Of 14 m      | Wendestellenmarkierung in Betrieb |      |
| Nordenham Oberfeuer                                  | Unterweser, Nordenham                                            | 53°28,86' N, 008°29,16' O       | 1986                | 42 m                      | 41 m                 | Oberfeuer in Betrieb |      |
| Nordenham Unterfeuer                                 | Unterweser, Nordenham                                            | 53°27,87' N, 008°29,28' O       | 1986                | 17 m                      | 15 m                 | Unterfeuer in Betrieb |      |
| Großensiel, Hafen                                    | Unterweser, Großensiel Nordenham                                 | 53°28,05' N, 008°29,07' O       | 1961                | 11 m                      | 11 m                 | Molenfeuer in Betrieb |      |
| Großensiel Unterfeuer                                | Unterweser, Großensiel Nordenham                                 | 53° 28′ 6,2″ N, 8° 28′ 44,9″ O  | 1898                | 17,00 m                   | 16,00 m              | Richtfeuerlinienfeuer in Betrieb |      |
| Großensiel Oberfeuer                                 | Unterweser, Großensiel                                           | 53° 27′ 54,8″ N, 8° 28′ 34,1″ O | 1962                | 25,00 m                   | 23,00 m              | Richtfeuerlinienfeuer in Betrieb |      |
| Reiherplate Unterfeuer                               | Unterweser, Strohauser Plate                                     | 53°25,55' N, 008°29,19' O       | 1965                | 14 m                      | 15 m                 | Unterfeuer in Betrieb |      |
| Reiherplate Oberfeuer                                | Unterweser, Strohauser Plate                                     | 53°25,09' N, 008°29,12' O       | 1965                | 26 m                      | 27 m                 | Oberfeuer in Betrieb |      |
| Sandstedt Oberfeuer (alt)                            | Unterweser, Sandstedt                                            | 53°22,0' N, 008°30.9' O         | 1898                | 19 m                      | 17 m                 | Oberfeuer außer Betrieb siehe auch Richtfeuerlinie Sandstedt |      |
| Sandstedt Oberfeuer                                  | Unterweser, Sandstedt                                            | 53° 21′ 40,3″ N, 8° 30′ 38,3″ O | 1981                | 33 m                      | 23 m                 | Oberfeuer in Betrieb siehe auch Richtfeuerlinie Sandstedt |      |
| Sandstedt Unterfeuer                                 | Unterweser, Sandstedt                                            | 53°21,67' N, 008°30.64' O       | 1981                | 18 m                      | 15 m                 | Unterfeuer in Betrieb |      |
| Brake, Richtbaken N                                  | Unterweser, Harriersand                                          | 53°21,05' N, 008°30,45' O       |                     | UF 12 m Of 14 m           | UF 12 m Of 14 m      | Wendestellenmarkierung in Betrieb |      |
| Brake, Richtbaken S                                  | Unterweser, Harriersand                                          | 53°20,7' N, 008°30,35' O        |                     | UF 11 m Of 14 m           | UF 12 m Of 14 m      | Wendestellenmarkierung in Betrieb |      |
| Brake                                                | Unterweser, Brake                                                | 53°19,77' N, 008°29,21' O       | 1998                | 13 m                      | 15 m                 | Leitfeuer in Betrieb |      |
| Großerpater Unterfeuer                               | Unterweser, Harriersand                                          | 53°19,71' N, 008°30,27' O       | 1897                | 18 m                      | 15 m                 | Richtfeuer in Betrieb |      |
| Großerpater Oberfeuer                                | Unterweser, Harriersand                                          | 53°19,00' N, 008°30,36' O       | 1897                | 36 m                      | 35 m                 | Richtfeuer in Betrieb |      |
| Harriersand Oberfeuer                                | Unterweser, Harriersand                                          | 53°19,44' N, 008°29,84' O       | 1898                | 25 m                      | 23 m                 | Richtfeuer in Betrieb |      |
| Harriersand Unterfeuer                               | Unterweser, Harriersand                                          | 53°18,93' N, 008°29,73' O       | 1898                | 15 m                      | 14 m                 | Richtfeuer in Betrieb |      |
| Osterpater Unterfeuer                                | Unterweser, Harriersand                                          | 53°17,25' N, 008°29,67' O       | 1980                | 15 m                      | 14 m                 | Richtfeuer in Betrieb |      |
| Osterpater Oberfeuer                                 | Unterweser, Harriersand                                          | 53°17,13' N, 008°29,70' O       | 1958 1980 als Of    | 22 m                      | 21 m                 | Richtfeuer in Betrieb |      |
| Oberhammelwarden                                     | Unterweser, Elsfleth                                             | 53°15,9' N 008°28,8' O          | 1965                | 12 m                      | 12,5 m               | ehemaliges Quermarkenfeuer außer Betrieb seit 1979 |      |
| Leuchtfeuer Liener Hörn                              | Unterweser, Elsfleth                                             | 53°15,2' N 008°28,4' O          | 1931                | 9 m                       | 11 m                 | ehemaliges Leit- und Quermarkenfeuer außer Betrieb seit 1983 |      |
| Osterpater Leitfeuer                                 | Unterweser, Elsfleth                                             | 53°15,1' N 008°28,3' O          | 1938                | 9,7 m                     | 8,6 m                | ehemaliges Orientierungsfeuer auf Harriersand außer Betrieb seit 1980 und nach Elsfleth versetzt |      |
| Hunte-Bake                                           | Unterweser, Elsfleth                                             | 53°15,1' N 008°28,3' O          | 1928                | 13 m                      | 10,5 m               | ehemaliges Leitfeuer außer Betrieb seit 1980 |      |
| Warteplate Unterfeuer                                | Unterweser, Elsflether Sand                                      | 53°14,43' N 008°28,72' O        | 1961                | 14 m                      | 15 m                 | Unterfeuer für das Oberfeuer Soltplate in Betrieb |      |
| Soltplate Oberfeuer                                  | Unterweser, Elsflether Sand                                      | 53°14,00 ' N 008°28,63 O        | 1959                | 32 m                      | 31 m                 | Oberfeuer für die Unterfeuer Hohenzollern und Warteplate in Betrieb |      |
| Hohenzollern Unterfeuer                              | Unterweser, Elsflether Sand                                      | 53° 13′ 44,2″ N, 8° 28′ 54,3″ O | 1898                | 15,00 m                   | 14,00 m              | Unterfeuer für die Oberfeuer Soltplate und Stempelsand in Betrieb |      |
| Stempelsand Oberfeuer                                | Unterweser, Elsflether Sand                                      | 53°13,64' N 008°28,90 O         | 1898                | 21 m                      | 22 m                 | Oberfeuer für Unterfeuer Hohenzollern in Betrieb |      |
| Richtfeuerlinie Berne Unter- und Oberfeuer           | Unterweser, Berne                                                | 53° 11′ 43,5″ N, 8° 31′ 0,5″ O  | 1898                | Unter 15 m Ober 22 m      | Unter 14 m Ober 21 m | Richtfeuerlinienfeuer in Betrieb |      |
| Richtfeuerlinie Juliusplate Unter- und Oberfeuer     | Unterweser, südl. v. Berne                                       | 53° 11′ 11,8″ N, 8° 32′ 5,7″ O  | 1983                | Unter 18 m Ober 32 m      | Unter 15 m Ober 29 m | in Betrieb |      |
| Schwarzer Leuchtturm Warfleth                        | Unterweser, Warflether Sand bei Berne                            | 53° 11′ 11,8″ N, 8° 32′ 5,7″ O  | 1898                | 21,20 m                   | 19,20 m              | Quermarkenfeuer, außer Betrieb seit 1985 |      |
| Lemwerder, Altes Oberfeuer gen. Schwarzer Leuchtturm | Unterweser Lemwerder                                             | 53° 11′ 11,8″ N, 8° 32′ 5,7″ O  | 1898                | 22,50 m                   | 22 m                 | außer Betrieb seit 1983 |      |
| Lemwerder, Unter- und Oberfeuer                      | Unterweser, Lemwerder                                            | 53° 10′ 15,1″ N, 8° 35′ 19,4″ O | 1983 (1898)         | Uf 16 m Of 27 m           | Uf 15 m Of 26 m      | Richtfeuer, in Betrieb |      |
| Lesum, Mole                                          | Unterweser, Lesummündung                                         | 53°10,01' N 008°34,30' O        | 2017 (1897)         |                           | 14 m                 | Molenfeuer in Betrieb |      |
| Oslebshausen-Schleuse, N                             | Unterweser, Bremen                                               | 53°07,22' N 008°42,25' O        | 1980                | 10 m                      | 14 m                 | Molenfeuer in Betrieb |      |
| Oslebshausen-Schleuse, S                             | Unterweser, Bremen                                               | 53°07,18' N 008°42,36' O        | 1980                | 8 m                       | 12 m                 | Molenfeuer in Betrieb |      |
| Seehausen, O                                         | Unterweser, Bremen                                               | 53°07,01' N 008°43,27' O        | 1964                | 11 m                      | 14 m                 | Molenfeuer in Betrieb |      |
| Seehausen, W                                         | Unterweser, Bremen                                               | 53°06,91' N 008°43,19' O        | 1964                | 14 m                      | 14 m                 | Molenfeuer in Betrieb |      |
| Schlagen Unter- und Oberfeuer                        | Unterweser, Bremen, Ziegeninsel                                  | 53°06,65' N 008°44,30' O        | 1978                | Uf 6 m Of 7 m             | Uf 8 m Of 11 m       | Richtfeuer, in Betrieb |      |
| Bremen, Überseehafen, N                              | Unterweser, Bremen, Überseestadt                                 | 53° 6′ 38,5″ N, 8° 44′ 37″ O    | ?                   | 12 m                      | 15 m                 | Molenfeuer (Tagesfeuer) |      |
| Bremen, Überseehafen, S                              | Unterweser, Bremen, Überseestadt                                 | 53° 6′ 22,4″ N, 8° 44′ 51,9″ O  | 1906                | 14,00 m                   | 12,00 m              | Molenfeuer, in Betrieb |      |